# Újrónafő
Újrónafő é um município da Hungria, situado no condado de Győr-Moson-Sopron. Tem 48,63 km² de área e sua população em 2015 foi estimada em 836 habitantes.